# Celal Şahin
Celal Şahin (Estambul, 22 de mayo de 1925 – 23 de febrero de 2018) fue un músico, acordeonista, actor y cómico turco.
Celal Şahin estudió en el Instituto Kabataş y, posteriormente se especializó en arqueología en la Facultad de Letras de la Universidad de Estambul.
Jugó durante una breve época en el Beşiktaş de blaoncesto. Un pariente de Süleyman Seba (1926–2014), el renombrado presidente del club deportivo Beşiktaş J.K., fue miembro registrado de ese club desde 1944.
Şahin eligió la carrera de humorista. Tanto en radio como en televisión en la Corporación Turca de Radio y Televisión (TRT), interpretó poemas satíricos con su acordeón. En sus poemas, criticaba muchas veces a las autoridades. Aunque consiguió su reputación como acordeonista, también tocó otros instrumentos. Hizo numerosos discos y apareció en dos filmsː Vur Patlasın Çal Oynasın (1952) y Seher Yıldızları (1956).
Şahin falleció a los 92 años en Estambul el 23 de febrero de 2018. Fue enterrado en el cementerio de Zincirlikuyu, tras el funeral religioso celebrado en la mezquita de Zincirlikuyu el 26 de febrero. Estuvo casado con la difunta Yurdagül y le sobrevivieron su hijo Onur Şahin, comentarista deportivo, su hija Zümrüt y un nieto.